# Marsvinsholms slott
Marsvinsholms slott är ett slott och gods i Balkåkra socken i Ystads kommun. Slottet ligger 12 km från Ystads centrum, söder om E65 och norr om järnvägen mot Malmö, i Skåne. 

## Historia
Godset omtalas under namnen Bosøe, Borsøe och Borsyø redan i början av 1300-talet. Vid mitten av 1500-talet innehades den av medlemmar av släkten Ulfeld. Den övergick omkring 1630 till Otte Marsvin, som byggde slottet och uppkallade godset efter sig själv. Namnet Marsvin kommer från det danska (och även äldre svenska) ordet för tumlare. Otte Marsvin ärvdes av dottersonen Christian Urne. 
Genom arv och försäljningar tillhörde godset sedan släkterna Thott, von Königsmarck, de la Gardie, Siöblad, Ruuth, Piper, Tornérhielm och Wachtmeister. Utrikesstatsministern, greve Carl Wachtmeister sålde 1854 det som ännu inte sålts till baron Jules Stjernblad. Hans dotter var grevinnan Ida Ehrensvärd. Hennes barn i första giftet, Rutger, Louise och Madeleine Bennet, ägde det sedan till 1910. Två år senare såldes slottet till dansken Johannes Johannesen. Det ärvdes 1938 av hans dotter, Anna Margrethe och hennes man Jørgen Wendelboe-Larsen. Deras son Erik ärvde slottet. Det såldes 1978 till Bengt Iacobaeus. Dennes son Tomas Iacobaeus äger idag Marsvinsholm. 
Slottet uppfördes 1644–1648 av Otte Marsvin, på pålar i en liten insjö. Det bildar en fyrkant i 4 våningar och är i nordvästra och sydöstra hörnet försett med torn i fem våningar. 1782–1786 gjorde greve Erik Ruuth en genomgripande restaurering av slottet. 1856–1857 lät friherre Jules Stjernblad den danske arkitekten Christian Zwingmann grundligt restaurera Marsvinsholms slott i Kristian IV:s stil. Slottet har haft 99 fiskdammar.
Sedan 2021 är hela slottsområdet inklusive slottsparken privat område och inte längre tillgängligt för allmänheten.

## Kultur
Sommartid har teaterföreställningar utomhus framförts på en uppbyggd scen i slottsparken av Ystads Stående Teatersällskap under åren 1996–2012. Under flera år stannade vissa ordinarie tåg på hållplatsen vid den annars avvecklade Marsvinsholms station. År 2013 övertogs sommarteatern av Marsvinsholmsteatern som gav föreställningar till 2017 då verksamheten lades ned. Teaterscen och läktare är nu borttagna. 
Åren 2007-2015 bedrev kulturföreningen Marsvinsholms skulpturpark utställningar i slottsparken.
Sedan 2017 bedrivs också konstgalleri under påsken i regi av Lundagalleriet Jäger & Jansson.